# Васильев, Александр Николаевич (легкоатлет)
Алекса́ндр Никола́евич Васи́льев (род. 6 декабря 1970, Байглычево, Чувашская АССР) — российский легкоатлет, специалист по бегу на средние и длинные дистанции. Выступал на профессиональном уровне в 1996—2013 годах, чемпион России в беге на 10 000 метров и полумарафоне, многократный победитель и призёр первенств всероссийского значения, участник ряда крупных международных стартов. Представлял Чувашию и Москву. Мастер спорта России международного класса.

## Биография
Александр Васильев родился 6 декабря 1970 года в селе Байглычево Яльчикского района Чувашской АССР.
Занимался лёгкой атлетикой в Детско-юношеской спортивной школе в селе Яльчики и в Школе высшего спортивного мастерства имени А. Игнатьева в Чебоксарах. Неоднократно становился призёром первенств Чувашии, в 1995 году выполнил норматив мастера спорта России.
Первого серьёзного успеха на всероссийском уровне добился в сезоне 1996 года, когда выиграл бронзовую медаль в дисциплине 10 км на открытом чемпионате России по бегу по шоссе в Адлере. Тогда же отметился выступлением и на нескольких крупных международных стартах, в том числе на чемпионате мира по экидену в Копенгагене, где вместе с соотечественниками занял итоговое пятое место.
В 1998 году одержал победу на чемпионате России по полумарафону в Санкт-Петербурге.
В 1999 году помимо прочего получил серебро в дисциплине 10 км на чемпионате России по бегу по шоссе в Адлере.
В 2000 году выиграл серебряные медали в беге на 5000 метров на Мемориале братьев Знаменских в Санкт-Петербурге и в беге на 10 000 метров на чемпионате России в Туле.
На чемпионате России 2001 года в Туле стал серебряным призёром в дисциплине 5000 метров.
В 2002 году выиграл бег на 10 000 метров на чемпионате России в Чебоксарах и чемпионат России по полумарафону в Новосибирске.
В 2003 году завоевал серебряную награду в дисциплине 3000 метров на зимнем чемпионате России в Москве, взял бронзу на чемпионате России по бегу на 10 000 метров в Туле, получил серебро на чемпионате России по полумарафону в Новосибирске. На Европейском вызове по бегу на 10 000 метров в Афинах финишировал девятым в личном зачёте и стал четвёртым в мужском командном зачёте.
В 2004 году стал серебряным призёром в дисциплине 10 000 метров на чемпионате России в Туле. Принимал участие в чемпионате мира по полумарафону в Нью-Дели, где показал на финише 35-й результат.
Завершил спортивную карьеру по окончании сезона 2013 года.
За выдающиеся спортивные достижения удостоен почётного звания «Мастер спорта России международного класса» (1996).